# ويليام إل. ماي
ويليام إل. ماي (بالإنجليزية: William L. May)‏ هو محامي وسياسي أمريكي، ولد في 1793 في الولايات المتحدة، وتوفي في 29 سبتمبر 1849 في نفس البلد. حزبياً، نشط في الحزب الديمقراطي. وقد انتخب عضو مجلس نواب إلينوي وانتخب عضو مجلس النواب الأمريكي.